# Verga Palermo 1988-1989
Il Verga Palermo 1988-1989 ha disputato il campionato di Serie A1.

## Verdetti stagionali
- Serie A1: (30 partite)

stagione regolare: 12º su 16 squadre (12-18).

## Roster
| Verga Palermo | Verga Palermo |
| Giocatori     | Staff tecnico |
| ------------- | ------------- |

| N. | Naz.                   | Ruolo | Nome                 | Anno | Alt.   | Peso |  |
| -- | ---------------------- | ----- | -------------------- | ---- | ------ | ---- |  |
|    | Italia (bandiera)      |       | Marcella Bianco      |      |        |      |  |
|    | Italia (bandiera)      |       | Simona Chines        | 1964 |        |      |  |
|    | Italia (bandiera)      | AC    | Floriana Garuccio    | 1964 | 180 cm |      |  |
|    | Italia (bandiera)      |       | Lauricella           |      |        |      |  |
|    | Stati Uniti (bandiera) | C     | Pamela McGee         | 1962 | 191 cm |      |  |
|    | Stati Uniti (bandiera) | A     | Paula McGee          | 1962 | 191 cm |      |  |
|    | Italia (bandiera)      | P     | Eleonora Palmas      | 1966 | 174 cm |      |  |
|    | Italia (bandiera)      | C     | Liliana Paparazzo    | 1969 |        |      |  |
|    | Italia (bandiera)      |       | Paola Piatta         | 1965 |        |      |  |
|    | Italia (bandiera)      | A     | Dora Sarra           | 1964 |        |      |  |
|    | Italia (bandiera)      | G     | Patrizia Scannaliato | 1970 | 170 cm |      |  |
|    | Italia (bandiera)      |       | Tiziana Spada        |      |        |      |  |

| Allenatore                                                     |
| Piero Musumeci                                                 |
| Assistente/i                                                   |
| - Nessuno Legenda - (C) Capitano - (IN) Inattivo - Infortunato |

## Statistiche
| Nome                 | Gare | Punti |
| -------------------- | ---- | ----- |
| Bianco Marcella      | 13   | 4     |
| Chines Simona        | 26   | 235   |
| Garuccio Floriana    | 30   | 255   |
| Lauricella           | 1    | 0     |
| McGee Pamela         | 29   | 695   |
| McGee Paula          | 29   | 609   |
| Palmas Eleonora      | 23   | 101   |
| Paparazzo Liliana    | 9    | 2     |
| Piatta Paola         | 30   | 162   |
| Sarra Dora           | 27   | 143   |
| Scannaliato Patrizia | 2    | 0     |
| Spada Tiziana        | 1    | 0     |